# Chris Wooding
Chris Wooding (sinh ngày 28 tháng 2 năm 1977) là nhà văn người Anh sinh tại Leicester, nước Anh và hiện đang sống ở Luân Đôn. Cuốn sách đầu tiên của ông là Crashing, cuốn sách được ông viết vào năm 19 tuổi và được xuất bản năm 1998, lúc đó ông cũng chỉ mới 21 tuổi. Kể từ đó, ông đã viết thêm nhiều cuốn sách nữa, cuốn The Haunting của Alaizabel Cray đã đoạt giải bạc Nestlé Smarties Book, Poison đoạt giải Lancashire Children's Book of the Year. Ông cũng là tác giả của 2 series khác: Broken Sky, một Anime fantasy dành cho trẻ em và Braided Path. 

## Tác phẩm
Tác phẩm Malice xuất bản năm 2009 với hình thức nửa truyện chữ nửa truyện tranh độc đáo.
Crashing (1998) Catchman (1998) Kerosene (1999) Endgame (2000) Broken Sky series (1999-2001) The Haunting of Alaizabel Cray (2001) Poison (2003) Braided Path series: The Weavers of Saramyr (2003) The Skein of Lament (2004) The Ascendancy Veil (2005) Storm Thief (2006) The Fade (2007) Malice duology: Malice (2009) Havoc (2010) Tales of the Ketty Jay: Retribution Falls (2009) The Black Lung Captain (2010) The Iron Jackal (currently scheduled for August 2011).
Havoc, phần tiếp theo của tác phẩm Malice được xuất bản năm 2010.

## Giải thưởng và đề cử
2001, The Haunting of Alaizabel Cray đoạt giải bạc Nestlé Smarties Book Prize.
2004, Poison đoạt giải Lancashire Children's Book of the Year.
2004, Poison được đề cử cho giải Carnegie Medal.
2007, Storm Thief được đề cử cho giải Carnegie Medal.
2010, Retribution Falls được đề cử cho giải Arthur C. Clarke Award.